# رافاييل رودريغيز غونزاليس
رافاييل رودريغيز غونزاليس (بالإسبانية: Rafael Rodríguez González (Mexican politician))‏ هو سياسي مكسيكي، ولد في 10 يناير 1972 في المكسيك. حزبياً، نشط في الحزب الثوري المؤسساتي. وقد انتخب عضو مجلس النواب المكسيك.